# Ibrox Stadium
Ibrox Stadium (dawniej Ibrox Park) – stadion piłkarski położony w Glasgow w Szkocji mieszczący 50 987 widzów i należący do klubu Rangers F.C. Obecnie trzeci pod względem pojemności obiekt tego typu w kraju i ósmy w Wielkiej Brytanii.

## Historia
W pierwszych siedemnastu latach działalności Rangers użytkowali kilka miejsc w Glasgow do rozgrywania swoich spotkań. Po pobycie w Glasgow Green (1872-1875), Burnbank (1875-1876), Kinning Park (1876-1877) i Cathkin Park (1877) klub przeniósł się do dzielnicy Ibrox, gdzie 20 sierpnia 1887 r. rozegrany został pierwszy mecz na nieistniejącym już obiekcie położonym w pobliżu obecnej Copland Stand – Trybuny Wschodniej, na którym zjawiło się około 15 tysięcy widzów. Mimo korzyści osiąganych z posiadania własnego stadionu – możliwość organizacji finałowych pojedynków Pucharu Szkocji i goszczenia meczów międzypaństwowych, w drugiej połowie lat 90. XIX wieku klub postanowił wybudować nową siedzibę, a oficjalnie na jej konstrukcję zezwolono 27 maja 1899 roku, kiedy to do kontroli nad Rangers powołana została spółka z ograniczoną odpowiedzialnością, a także wybrane zostały nowe władze z Prezesem Jamesem Hendersonem na czele.

### Ibrox Park
Pierwsze spotkanie na zaprojektowanym przez Archibalda Leitcha Ibrox Park, jak do 1997 roku oficjalnie nazywał się stadion Rangers, miało miejsce 30 grudnia 1899 r. i zakończyło się wygraną „The Gers” 3:1 nad Hearts. W momencie otwarcia Ibrox mieściło 40 tysięcy kibiców, ale już trzy lata później prawie dwukrotnie zwiększono jego pojemność – do 75 tysięcy – co było częścią rywalizacji z Hampden Park i Celtic Park o prawo organizacji najważniejszych meczów.
5 kwietnia 1902 r., podczas spotkania rozgrywanego w ramach British Home Championship pomiędzy reprezentacjami Szkocji i Anglii doszło do zawalenia się części Trybuny Zachodniej, w wyniku czego śmierć poniosło 25 osób, a ponad pół tysiąca doznało obrażeń. Jak wykazało dochodzenie, główną przyczyną zdarzenia, które do historii przeszło jako First Ibrox Disaster było uszkodzenie drewnianej konstrukcji wskutek obfitych opadów deszczu w noc poprzedzającą mecz.
W kolejnych latach Ibrox stale zmieniało są wygląd i zarazem pojemność. Wkrótce po tragedii z 1902 r. częściowo zlikwidowane zostały drewniane trybuny, co tymczasowo ograniczyło liczbę widzów mogących zasiadać na stadionie do 10 tysięcy, ale już pod koniec pierwszej dekady XX wieku utworzone wały ziemne pozwoliły na pomieszczenie 63 tysięcy kibiców.
Pod koniec lat 20. rozpoczęły się prace nad budową nowej Trybuny Głównej, również będącej autorstwa Archibalda Leitcha. Jej otwarcie nastąpiło 1 stycznia 1929 r. i posiadała ona wówczas 10 tysięcy miejsc siedzących, a także sektory stojące, umiejscowione najbliżej murawy. Ceglana fasada Main Stand zachowała się do dzisiaj, a sama trybuna w 1987 r. umieszczona została na liście brytyjskich zabytków Kategorii B.
Dalsza rozbudowa stadiony sprawiła, że 2 stycznia 1939 r. na meczu derbowym z Celtikiem zjawiło się 118 567 widzów, co pozostaje rekordem pod względem liczby kibiców zgromadzonych na brytyjskim spotkaniu ligowym.
W kolejnych latach na Ibrox wprowadzano mniej radykalne zmiany, montując zadaszenie nad północną i wschodnią częścią trybun, a także sztuczne oświetlenie, które po raz pierwszy wykorzystano w grudniu 1953 roku podczas towarzyskiej potyczki z Arsenalem. Pomimo ograniczenia pojemności do około 80 tysięcy spowodowanego względami bezpieczeństwa. Mimo tego w latach 60. miały miejsce trzy wypadki – najpoważniejszy z nich wydarzył się w 1961 r., gdy zawalenie się barierki doprowadziło do śmierci dwóch kibiców, a czterdziestu czterech raniło – a dwa pozostałe w 1967 i 1969 roku.
2 stycznia 1971 r. miał jednak miejsce kolejny wypadek, najtragiczniejszy wówczas spośród wszystkich zdarzeń na brytyjskich stadionach. Tego dnia na Ibrox rozgrywano tradycyjne, noworoczne Old Firm Derby. Gdy w 90. minucie meczu Celtic za sprawą Jimmy’ego Johnstone’a objął prowadzenie, część fanów „The Gers” zaczęła opuszczać trybuny Ibrox. Wówczas, na sekundy przed końcowym gwizdkiem, Colin Stein doprowadził do wyrównania, ustalając wynik spotkania na 1:1. W tym czasie upadek dziecka pośród tłumu wychodzącego ze stadionu schodami nr 13 (Staircase 13) spowodował, że ludzie zaczęli się wzajemnie tratować. Naporu nie wytrzymały barierki i ogromny ścisk przyczynił się do zablokowania dróg oddechowych, a w konsekwencji śmierci 66 kibiców. Wydarzenia z tamtego popołudnia, znane pod nazwą Ibrox Disaster, zapoczątkowały szereg zmian nie tylko na stadionie Rangers (podczas jego gruntownej modernizacji wzorowano się na obiekcie Borussii Dortmund – Westfalenstadion), ale również na obiektach piłkarskich na terenie całych Wysp Brytyjskich i braki w regulacjach prawnych, które naświetlono podczas dochodzenia badającego tragedię z 1971 roku wypełniono opublikowanym wkrótce po tym zdarzeniu aktem dotyczącym organizacji imprez sportowych (Safety of Sports Grounds Act 1975).

### Ibrox Stadium
Pierwsze zmiany na Ibrox dotyczyły montażu ławek dla 10 tysięcy widzów na Trybunie Północnej, którą przemianowano w 1973 roku na Centenary Stand. Osiem lat później została ona jednak wyburzona, a w jej miejsce powstała nowoczesna, stojąca do dziś Govan Stand mieszcząca 10 300 kibiców. Wcześniej, w 1979 r. wybudowana została, również obecna do dziś, Copland Stand, zastępując Trybunę Wschodnią, a także stojąca po przeciwległej stronie Broomloan Stand. Łącznie w pierwszych dziesięciu latach po katastrofie na przebudowę stadionu przeznaczono około 10 milionów funtów. 19 września 1981 r., gdy po raz pierwszy oddano do użytku wszystkie trybuny Ibrox mieściło 44 tysiące kibiców.
Przejęcie większościowych udziałów w klubie przez Davida Murraya w 1988 roku zapoczątkowało kolejne zmiany na stadionie, których celem było zwiększenie pojemności obiektu ponownie do poziomu 50 tysięcy. Już w niecałe dwa lata po przybyciu do Glasgow nowego właściciela otwarto przylegający do Govan Stand Argyle House, w którym miejsce znalazły pomieszczenia biurowe, a także luksusowe loże. Rok później natomiast ukończono prace związane z budową Club Deck – trzeciego poziomu Trybuny Głównej, którego w znacznej części sfinansowali kibice dzięki emisji przez klub obligacji. W 1995 roku wymienione zostały krzesełka, a drobne zmiany związane z układem wyjść ze stadionu, a także obniżeniem poziomu murawy pozwoliły na uzyskanie 47 998 miejsc siedzących.
Dwa lata później trzy z czterech wolnostojących trybun zostały połączone poprzez dodanie dodatkowych krzesełek w narożnikach, a także montażu telebimów i wówczas Ibrox mieściło nieco ponad 50 tysięcy widzów, kiedy to oficjalnie zmieniono jego nazwę na Ibrox Stadium.
W 2006 roku na Govan Stand utworzony został Bar 72, który pomieścił dodatkowe kilkaset osób zwiększając pojemność do 50 987. W oficjalnym raporcie opublikowanym przez klub w grudniu 2012 r. liczba ta została skorygowana i ustalona na 50 987.
Po wydarzeniach z lata 2012 r. formalnie obiekt jest we władaniu spółki Rangers International Football Club plc, która 19 grudnia 2012 roku debiutując na Giełdzie Papierów Wartościowych w Londynie przejęła The Rangers Football Club Ltd, kontrolującą dotychczas Rangers.

## Trybuny

### Bill Struth Main Stand
Główna trybuna Ibrox, zlokalizowana w jego południowej części. Wzniesiona została w 1928 roku, a w latach 1990–1991 została powiększona o trzeci poziom, wybudowany kosztem około 20 milionów funtów Club Deck. Cztery lata wcześniej została uwzględniona na liście Brytyjskich Zabytków Klasy B. Wewnątrz Main Stand zlokalizowane są między innymi szatnie, pomieszczenia dla sędziów, obserwatorów, mediów, recepcja, gabinety klubowe oraz Trophy Room – muzeum Rangers. We wrześniu 2006 roku, w 50. rocznicę śmierci Billa Strutha – najbardziej utytułowanego menadżera „The Gers”, który prowadził drużynę w latach 1920–1954 trybunie nadano jego imię.
Kondygnacje Bill Struth Main Stand:
- Enclosure (5563 widzów): West Enclosure (2761 widzów) & East Enclosure (2802 widzów)
- Main Stand Front&Rear (7887 widzów): Main Stand Front (4694 widzów) & Main Stand Rear (3193 widzów)
- Club Deck (6734 widzów)

Dla kibiców w Main Stand przygotowanych jest 20 184 miejsc siedzących. Pojemność tej trybuny faktycznie jest jednak nieco większa, a na tę różnicę składają się pomieszczenia z widokiem na murawę umiejscowione pomiędzy pierwszą a drugą kondygnacją oraz mieszczący kilkadziesiąt osób Directors Box, zlokalizowany w centralnym punkcie Main Stand Front&Rear, w którym zasiadają członkowie zarządu, pracownicy klubu, piłkarze będący poza kadrą meczową, a także zaproszeni goście.

### Copland Stand
Trybuna zlokalizowana we wschodniej części Ibrox. Wybudowana została w 1979 roku.
Kondygnacje Copland Stand:
- Copland Front (3 656 widzów)
- Copland Rear (4 382 widzów)

Dla kibiców w Copland Stand przygotowanych jest 8038 miejsc siedzących.

### Broomloan Stand
Trybuna zlokalizowana w zachodniej części Ibrox. Wybudowana została w 1979 roku. Podczas meczów derbowych zajmowana jest w całości przez kibiców drużyny przyjezdnej.
Kondygnacje Broomloan Stand:
- Broomloan Front (3 641 widzów)
- Broomloan Rear (4 382 widzów)

Dla kibiców w Broomloan Stand przygotowanych jest 8023 miejsc siedzących.

### Govan Stand
Trybuna zlokalizowana w północnej części Ibrox. Wybudowana została w 1981 roku.
Kondygnacje Govan Stand:
- Govan Front (5217 widzów)
- Govan Rear (5686 widzów)

Pomiędzy dwoma poziomami Govan Stand zlokalizowany jest Bar 72, mieszczący 660 kibiców, do którego bilety sprzedawane są na zasadach podobnych jak w przypadku pozostałych części stadionu. Trybuna Govan jest połączona z dwoma sąsiednimi – Copland i Broomloan dwoma identycznymi narożnikami (odpowiednio Govan East Corner i Govan West Corner), z których każdy mieści po 1364 widzów. Miejsca te formalnie należą do Govan Stand, a niespełna półtora tysiąca umieszczonych po zachodniej stronie przeznaczonych jest dla kibiców drużyn przyjezdnych, z wyjątkiem Celticu. Łącznie dla fanów w Govan Stand przygotowanych jest 14 291 miejsc siedzących.
Licząc wszystkie trybuny kibice mają możliwość zakupienia 50,536 wejściówek, a pozostałe 451 miejsc zlokalizowanych jest w kilku miejscach Ibrox i przeznaczonych m.in. dla mediów i gości – w Directors Box bądź Argyle House Restaurant, umiejscowionej w pobliżu Govan East Corner. Również pomiędzy trybunami Govan i Copland znajduje się klubowy sklep – Rangers Megastore.

## Wykorzystanie
Zgodnie z wytycznymi Europejskiej Unii Piłkarskiej (UEFA) na Ibrox mogą być rozgrywane najważniejsze mecze klubowe i międzynarodowe. Z uwagi na przeprowadzony w latach 90. XX wieku remont Hampden Park w ostatnich latach to Szkocki Stadion Narodowy jest organizatorem wszystkich kluczowych spotkań w kraju, a po raz ostatni w tej części Glasgow pojedynek międzypaństwowy odbył się 5 października 1999 roku (Szkocja vs Bośnia i Hercegowina w ramach eliminacji do Euro 2000). Dwa lata wcześniej na Ibrox rozegrany został ostatni jak dotychczas mecz Pucharu Szkocji – finałowe spotkanie z sezonu 1996/1997.
Pod koniec ubiegłego stulecia na stadionie odbyły się cztery koncerty z udziałem Franka Sinatry, Roda Stewarta, Eltona Johna i Billy’ego Joela.